# Hôtel Adhémar de Lantagnac
L'hôtel Adhémar de Lantagnac est un hôtel particulier situé au 24 rue Saint-Michel à Menton. Cet hôtel fait l’objet d’un classement au titre des monuments historiques depuis le 24 juin 1977.

## L'hôtel Adhémar de Lantagnac
L'hôtel a été construit pour Jean-Balthazar de Daniel, intendant de la garnison de Monaco.
Le 13 octobre 1766, Anne-Marie Rosé de Daniel, fille de Jean-Balthazar de Daniel et de Catherine Pretti de Saint-Marie, épouse à Menton Pierre Antoine Alexandre d’Adhémar de Lantagnac. Elle apporte l'hôtel construit pour son père dans sa dot.
Des membres de la famille Adhémar de Lantagnac ont été gouverneurs de Menton aux XVIIIe  et  XIXe siècles.
Aujourd'hui, l’hôtel accueille le Service du Patrimoine.